# Mr. Sunshine
Mr. Sunshine é uma série de televisão americana transmitida pela ABC e criada por Matthew Perry, onde é também o protagonista. Utiliza o sistema de câmara única.
A ABC começou a transmiti-la durante a midseason da temporada de 2010-11. Começou a ser exibida em 9 de fevereiro de 2011. Em 13 de maio de 2011, a CBS anunciou o cancelamento da série.